# Niphargus
Genre
Niphargus est un genre de crustacés amphipodes.
Ses espèces sont très diversifiées dans les milieux cavernicoles et interstitiels.
Ce sont des animaux typiques des grottes d'Europe, qu'on peut parfois trouver dans certains puits, fontaines ou résurgences après les grosses pluies.

## Description
C'est un genre d'invertébrés (il ne possède pas de colonne vertébrale). Il mesure de 4 à 50 millimètres environ et pèse environ 12 mg. C'est un carnivore quand des proies sont disponibles, mais il peut se nourrir de débris organiques, s'il n'a pas d'autre choix. Il peut survivre 200 jours sans manger et 6 mois hors de l'eau, mais dans une zone humide. Il ne supporte pas la lumière (20 000 lux) qui peut le tuer en quelques jours.

## Biologie
Les niphargus sont anophtalmiques, c'est-à-dire qu'ils ont perdu leurs yeux – comme beaucoup d'autres espèces cavernicoles strictes, au cours de l'évolution. Seules subsistent quelques reliques de cellules optiques, sous la cuticule, connectées au cerveau. Ils réagissent pourtant non seulement à la lumière, mais aux couleurs, semble-t-il grâce aux cellules de la cuticule qui perçoivent les couleurs.
En laboratoire, ils fuient la lumière blanche, et les lumières bleues et vertes. Quand cette possibilité leur est offerte, les niphargus gagnent les zones non éclairées, ou les zones éclairées en jaune orange ou rouge.
Leur odorat, ou des capteurs de vibrations, leur permet de détecter proies et autres nourritures. Kürek a montré en 1967 que cette espèce parfois trouvée dans la dérive des invertébrés peut quitter une source, s'alimenter dans un ruisseau, puis remonter le courant (au moins sur 8 m de distance dans le cas de cette expérience) et retourner dans le milieu souterrain.
La femelle peut pondre toute l'année, mais préférentiellement vers mai-juin et décembre.
À la différence de ses cousins gammares de la surface (qui sont le moins actif vers midi et le plus actif vers minuit), le niphargus ne semble pas avoir de rythme circadien. Il se montre beaucoup plus résistant à l'anoxie que les gammares, mais à la différence de ces derniers, il ne semble pas capable d'augmenter son rythme respiratoire quand la température de l'eau augmente.
Vivant dans des eaux souterraines de température moyenne de l'ordre de 11 °C, Niphargus supporte mal les élévations thermiques et ne survit pas au-delà de 15 °C. À l'inverse, bien qu'il ne gèle habituellement pas, ou peu fréquemment, dans les cavernes souterraines où il est le plus présent, il survit quand il est pris dans la glace, et reprend son activité dès qu'il peut en dégager ses appendices. Ceci lui a probablement permis de mieux survivre aux dernières glaciations.
Certaines espèces supportent des eaux très dures et survivent quand on augmente progressivement la salinité de l'eau. Certaines espèces vivent aussi dans l'eau souterraine des massifs granitiques, ou dans des eaux davantage acides.

## Espèces
On distingue de nombreuses espèces. Cette diversité biologique est probablement le fruit d'une faible capacité de dispersion et de la spéciation dans les réseaux hydrologiques.
Chaque espèce endémique a évolué dans des groupes séparés. La plupart ont donc un statut de conservation classé « vulnérable ».
- Niphargus aberrans
- Niphargus ablaskiri Birstein, 1940
- Niphargus adbiptus G.Karaman, 1973
- Niphargus adei S.Karaman, 1934
- Niphargus admiraulti Chevreux
- Niphargus aggtelekiensis Dudich
- Niphargus alutensis Dancau, 1971
- Niphargus ambulator G.Karaman, 1975
- Niphargus anatolicus S.Karaman, 1950
- Niphargus andropus Schellenberg
- Niphargus angelieri Ruffo, 1954
- Niphargus aquilex Schiødte
- Niphargus arbiter G.Karaman, 1985
- Niphargus arcanus G.Karaman, 1985
- Niphargus armatus G.Karaman, 1985
- Niphargus asper G.Karaman, 1972
- Niphargus auerbachi Schellenberg
- Niphargus bajuvaricus Schellenberg, 1932
- Niphargus balazuci Schellenberg, 1951
- Niphargus balcanicus Schäferna
- Niphargus baloghi Dudich
- Niphargus bihorensis Schellenberg
- Niphargus birsteini Dedyu, 1963
- Niphargus bitoljensis S.Karaman, 1943
- Niphargus bodoni G.Karaman, 1985
- Niphargus boskovici S.Karaman, 1952
- Niphargus boulangei Wichers
- Niphargus brevicuspis Schellenberg
- Niphargus brevirostris Sket, 1971
- Niphargus brixianus Ruffo, 1937
- Niphargus bureschi Fage, 1926
- Niphargus burgundus Graf, 1968
- Niphargus buturovici S.Karaman, 1958
- Niphargus caelestis G.Karaman, 1982
- Niphargus canui G.Karaman, 1976
- Niphargus carcerarius G.Karaman, 1989
- Niphargus carpathicus Dobreanu, 1939
- Niphargus carsicus Straškraba, 1956
- Niphargus casimiriensis Skalski 1980
- Niphargus castellanus S.Karaman, 1960
- Niphargus cepelarensis S.Karaman, 1959
- Niphargus ciliatus
- Niphargus corinae Dedyu, 1963
- Niphargus corsicanus Schellenberg
- Niphargus costozzae Schellenberg, 1935
- Niphargus croaticus Jurinac, 1887
- Niphargus cubanicus Birstein, 1954
- Niphargus cvijici S.Karaman, 1950
- Niphargus dadicus Dancau, 1963
- Niphargus dandocai Benedetti, 1942
- Niphargus danielopoli G.Karaman, 1994
- Niphargus deelemanae G.Karaman, 1973
- Niphargus delamarei Ruffo, 1954
- Niphargus dimorphus Birstein, 1961
- Niphargus dobrogicus Dancau, 1964
- Niphargus dudichi Hanko
- Niphargus duplus G.Karaman, 1976
- Niphargus effosus Dudich, 1943
- Niphargus elegans Garbini, 1894
- Niphargus enslini S.Karaman, 1932
- Niphargus eugeniae Derzhavin, 1945
- Niphargus fontanus Bate, 1859
- Niphargus foreli
- Niphargus forroi G.Karaman, 1986
- Niphargus galenae Derzhavin, 1939
- Niphargus gallicus Schellenberg
- Niphargus galvagnii Ruffo, 1953
- Niphargus gebhardti Schellenberg, 1934
- Niphargus gineti Bou, 1965
- Niphargus glontii Behning, 1940
- Niphargus graecus S.Karaman, 1934
- Niphargus gurjanovae Birstein, 1941
- Niphargus hadzii
- Niphargus heberei Schellenberg, 1933
- Niphargus hercegovinensis S.Karaman, 1950
- Niphargus hoverlicus Dedyu, 1963
- Niphargus hrabei
- Niphargus hungaricus Mehely, 1937
- Niphargus hvarensis S.Karaman, 1952
- Niphargus ictus G.Karaman, 1985
- Niphargus illidzensis Schäferna
- Niphargus incertus Dobreanu, 1951
- Niphargus inclinatus G.Karaman, 1973
- Niphargus inopinatus Schellenberg
- Niphargus ivokaramani G.Karaman, 1994
- Niphargus jalzici G.Karaman, 1989
- Niphargus jaroschenkoi Dedyu, 1963
- Niphargus jovanovici Karaman
- Niphargus jugoslavicus G.Karaman, 1982
- Niphargus karamani Schellenberg
- Niphargus kieferi Schellenberg, 1936
- Niphargus kochianus Bate
- Niphargus komareki Karaman
- Niphargus korosensis Dudich, 1943
- Niphargus krameri Schellenberg, 1935
- Niphargus kurdus Derzhavin, 1945
- Niphargus labacensis Sket, 1956
- Niphargus ladmiraulti Chevreux, 1901
- Niphargus laisi Schellenberg
- Niphargus laticaudatus Schellenberg, 1940
- Niphargus latimanus Birstein, 1952
- Niphargus lattingerae G.Karaman, 1983
- Niphargus leopoliensis
- Niphargus lindbergi S.Karaman, 1956
- Niphargus longicaudatus (Costa)
- Niphargus longidactylus Ruffo, 1937
- Niphargus longiflagellum S.Karaman, 1950
- Niphargus lori Derzhavin, 1945
- Niphargus lunaris G.Karaman, 1985
- Niphargus macedonicus Karaman
- Niphargus magnus Birstein, 1940
- Niphargus maximus S.Karaman, 1929
- Niphargus mediodanubialis Dudich, 1941
- Niphargus melticensis Dancau, 1973
- Niphargus microcerberus Sket, 1972
- Niphargus miljeticus Straskraba
- Niphargus minor Sket, 1956
- Niphargus moldavicus Dobreanu, 1953
- Niphargus molnari Mehely, 1927
- Niphargus multipennatus Sket, 1956
- Niphargus naderini Alouf, 1972
- Niphargus nicaensis Isnard, 1916
- Niphargus ohridanus S.Karaman, 1929
- Niphargus orcinus Joseph, 1869
- Niphargus pachypus Schellenberg, 1933
- Niphargus pancici Karaman
- Niphargus parenzani Ruffo, 1968
- Niphargus parvus S.Karaman, 1943
- Niphargus pasquinii Vigna-Taglianti, 1966
- Niphargus patrizii Ruffo, 1968
- Niphargus pavicevici G.Karaman, 1976
- Niphargus pectencoronatae Sket, 1990
- Niphargus pectinicauda Sket, 1971
- Niphargus pedemontanus Ruffo, 1937
- Niphargus pellagonicus S.Karaman, 1943
- Niphargus phreaticolus Motas, 1948
- Niphargus plateaui Chevreux, 1901
- Niphargus pliginskii Martynov, 1930
- Niphargus podgoricensis S.Karaman, 1934
- Niphargus poianoi G.Karaman, 1988
- Niphargus ponoricus Dancau, 1963
- Niphargus potamophilus Birstein, 1954
- Niphargus pretneri Sket, 1959
- Niphargus pseudocaspius G.Karaman, 1982
- Niphargus pseudokochianus Dobreanu, 1953
- Niphargus pulevici G.Karaman, 1967
- Niphargus pupetta Sket, 1962
- Niphargus puteanus C.L.Koch, 1836
- Niphargus rajecensis Schellenberg
- Niphargus rejici Sket, 1958
- Niphargus renei G.Karaman, 1986
- Niphargus rhenorhodanensis Schellenberg, 1937
- Niphargus rhodi S.Karaman, 1950
- Niphargus robustus Chevreux, 1901
- Niphargus romuleus Vigna-Taglianti, 1968
- Niphargus rostratus Sket, 1971
- Niphargus rucneri G.Karaman, 1962
- Niphargus ruffoi G.Karaman, 1976
- Niphargus salonitanus S.Karaman, 1950
- Niphargus sanctinaumi S.Karaman, 1943
- Niphargus schellenbergi Karaman
- Niphargus schusteri G.Karaman, 1991
- Niphargus serbicus S.Karaman, 1960
- Niphargus setiferus Schellenberg, 1937
- Niphargus skopljensis
- Niphargus smederevanus S.Karaman, 1950
- Niphargus smirnovi Birstein, 1952
- Niphargus somesensis Motas, 1948
- Niphargus speziae Schellenberg, 1936
- Niphargus sphagnicolus
- Niphargus spinulifemur S. Karaman 1954
- Niphargus spoeckeri
- Niphargus stankoi G.Karaman, 1974
- Niphargus stefanellii Ruffo, 1968
- Niphargus stenopus
- Niphargus steueri Schellenberg, 1935
- Niphargus stochi G.Karaman, 1994
- Niphargus strouhali Schellenberg
- Niphargus stygius Schiödte
- Niphargus stygocharis Dudich, 1943
- Niphargus submersus Derzhavin, 1945
- Niphargus tamaninii Ruffo, 1953
- Niphargus tatrensis Wrześniowski, 1888
- Niphargus tauri Schellenberg, 1933
- Niphargus tauricus Birstein, 1961
- Niphargus tenuicaudatus Schellenberg, 1940
- Niphargus thermalis Dudich, 1941
- Niphargus thienemanni Schellenberg, 1934
- Niphargus thuringius Schellenberg
- Niphargus timavi
- Niphargus toplicensis Andreev, 1966
- Niphargus transitivus Sket, 1971
- Niphargus transsylvanicus Schellenberg, 1934
- Niphargus trullipes Sket, 1958
- Niphargus vadimi Birstein, 1961
- Niphargus valachicus Dobreanu & Manolache 1933
- Niphargus vandeli Barbé, 1961
- Niphargus velesensis S.Karaman, 1943
- Niphargus virei Chevreux, 1896
- Niphargus vjeternicensis S.Karaman, 1932
- Niphargus vodnensis S.Karaman, 1943
- Niphargus vranjinae G.Karaman, 1967
- Niphargus wexfordensis G.Karaman, Gledhill & Holmes, 1994
- Niphargus wolfi Schellenberg, 1933
- Niphargus zorae G.Karaman, 1967
- Niphargus zvalanus S.Karaman, 1950

### Vidéographie
- « Niphargus, animal cavernicole », sur Canal-U (consulté le 7 mai 2018), film documentaire de 19 min réalisé par Philippe Bouvet en 1973, sous la direction scientifique de Marie-Josée Turquin, par SFRS / Université Claude Bernard (Lyon I), 03/01/1973. 1er prix au Festival international de spéléologie de La-Chapelle-en-Vercors en 1977
- « Vie souterraine dans le karst », sur Canal-U (consulté le 7 mai 2018), film documentaire de 31 min réalisé par Jean Glénat en 1972, sous la direction scientifique de C. Delamare-Deboutteville et C. Juberthie, par SFRS / Université Claude Bernard (Lyon I), 01/01/1972.